# Karen Stone
Karen Stone (* 1952 in Horsforth) ist eine britisch-deutsche Theaterregisseurin und -intendantin. Seit 2023 ist sie Direktorin von Opera Europa. 

## Leben
Die gebürtige Britin Stone studierte in London und Rom Klavier und Gesang. Es schloss sich von 1982 bis 1985 eine Tätigkeit als Regieassistentin an den Städtischen Bühnen Freiburg an. Sie ging dann nach London, wo sie in gleicher Funktion bis 1987 an der English National Opera tätig war. Sie arbeitete dann von 1987 bis 1990 als Spielleiterin an der Royal Opera London und sodann bis 1995 an der Bayerischen Staatsoper in München. Auf sie gingen dort die Wiederaufnahmen von Wagners Parsifal, Mozarts Le nozze di Figaro und Verdis Il trovatore zurück. 
Es folgte eine Tätigkeit für die Oper Köln. Zunächst von 1995 bis 1997 als stellvertretende Operndirektorin, von 1997 bis 2000 als Operndirektorin. In dieser Zeit war sie verantwortlich für die Inszenierung von Richard Wagners Der Ring des Nibelungen durch Robert Carsen und Prokofjews Die Liebe zu den drei Orangen inszeniert von Martin Duncan. Von 2000 bis 2003 war sie Intendantin des Theaters Graz. Prägend waren hier die Inszenierungen von Lessings Nathan der Weise sowie Parsifal und Eugen Onegin. 2003 ging sie in die USA an die Dallas Opera, wo unter anderem Lohengrin und Maria Stuarda aufgeführt wurde.
Außerdem wirkte sie als freiberufliche Regisseurin. So war sie für die Los Angeles Music Centre Opera, am Teatro Colón de Bogotá, dem Teatro Comunale di Bologna, der Opéra de Monte-Carlo, der English National Opera und in Neuseeland tätig. Stone war auch Jurymitglied in internationalen Gesangswettbewerben. Sie erwarb die deutsche Staatsbürgerschaft.
2009 ging sie als Generalintendantin an das Theater Magdeburg, wo sie bis zu ihrem Ruhestand 2022 tätig blieb. Dort inszenierte sie Lucia di Lammermoor und Maria Stuarda von Gaetano Donizetti, die Kammeroper Der Untergang des Hauses Usher von Philip Glass, Puccinis La Bohème und Tosca, Verdis Un ballo in maschera sowie die Mozart-Opern Le nozze di Figaro und Così fan tutte. 2018 folgte zum 100. Geburtstag des Komponisten Gottfried von Einem dessen Oper Dantons Tod. Im Jahr 2019 führte sie Regie bei der Oper Vanessa von Samuel Barber. 2020/2021 inszenierte sie die Opern Roméo et Juliette von Charles Gounod und Falstaff von Giuseppe Verdi. 2022 erfolgte die Erstaufführung der Oper Grete Minde des deutsch-jüdischen Komponisten Eugen Engel, der in der Zeit der nationalsozialistischen Gewaltherrschaft ermordet wurde. Am 13. Juni 2022 durfte sie sich in das Goldene Buch der Stadt Magdeburg eintragen. Sie verzog nach Eintritt in den Ruhestand gemeinsam mit ihrer Schwester nach Frankreich.
Zum 1. Januar 2023 übernahm sie als Nachfolgerin von Nicholas Payne das Amt als Direktorin der Opera Europa.